# Estagel
Estagel település Franciaországban, Pyrénées-Orientales megyében. Lakosainak száma 2124 fő (2022. január 1.). Estagel Tautavel, Cases-de-Pène, Calce, Montner, Latour-de-France és Maury községekkel határos.

## Földrajz

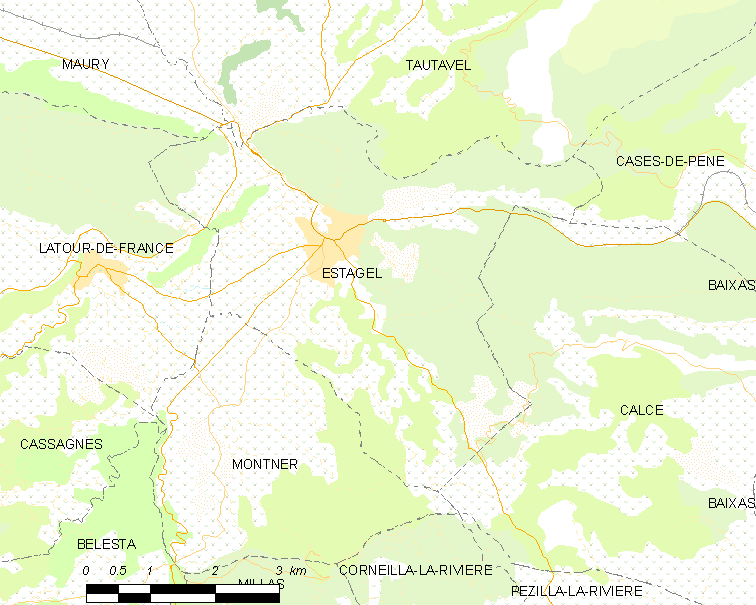
Estagel és környéke

## Népesség
A település népességének változása:
| Lakosok száma | 2025 | 2041 | 2049 | 2016 | 2046 | 2049 | 2046 | 2087 | 2124 |
|               | 2013 | 2015 | 2016 | 2017 | 2018 | 2019 | 2020 | 2021 | 2022 |